# 筑前国分寺
筑前国分寺（ちくぜんこくぶんじ）は、福岡県太宰府市にある高野山真言宗の寺院。山号は龍頭光山。本尊は薬師如来。
奈良時代に聖武天皇の詔により日本各地に建立された国分寺のうち、筑前国国分寺の後継寺院にあたる。
本項では現寺院とともに、創建当時の史跡である筑前国分寺跡（国の史跡）・筑前国分尼寺跡（指定なし）・国分瓦窯跡（国の史跡）についても解説する。

## 歴史

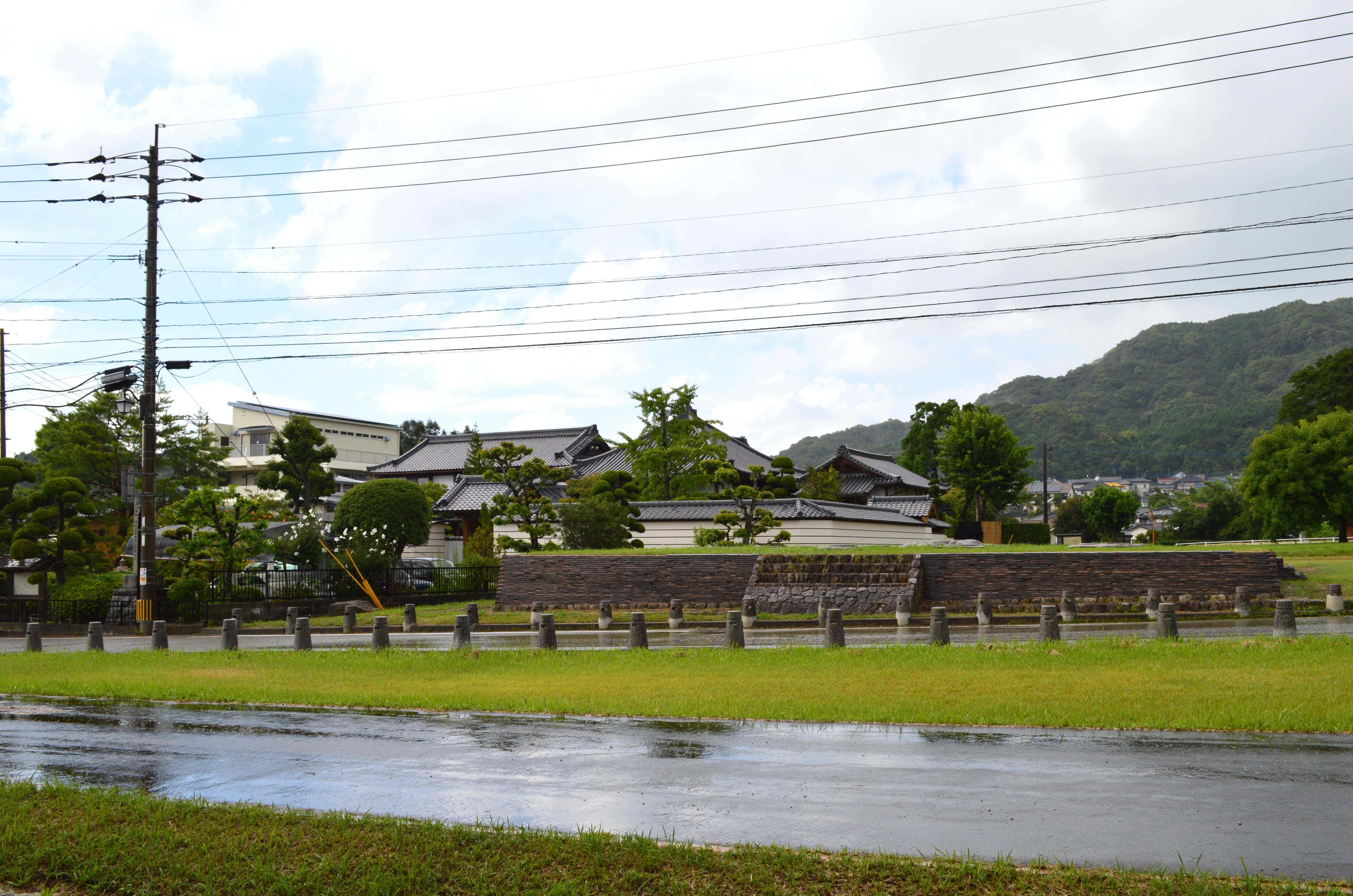
全景手前に回廊跡、中央右に塔跡、奥の金堂跡に現寺院。

大宰府政庁跡から北西方の台地上に位置し、現在の国分寺は創建時の僧寺跡と重複する。その西方には尼寺跡が、東方には両寺の瓦を焼いた瓦窯跡（かわらがまあと）が残っている。
聖武天皇の詔による建立とされるが、創建の記録は残っていない。古くは、延暦20年（801年）に四王院から仏像・法具が「筑前金光明寺」に移されたという記録がある（大同2年（807年）に元に戻す）。『延喜式』での筑前国分寺料は32,293束。
その後、江戸時代中期には寺は廃絶していた。江戸時代後期に入ると薬師如来を安置する堂と小庵があったと文書に記されているが、これは後継の現・国分寺と見られる。
その後継国分寺の歴史について、寺伝では、江戸時代には創建時の国分寺は廃絶していたが、江戸から来た修行僧が国分寺の廃絶を嘆いて小庵を結んだという。その後、元文年間（1736年-1741年）、天明年間（1781年-1789年）の勧進によって、修復・再興が図られた。その後、文政10年（1827年）に本堂を焼失、天保4年（1833年）に庫裏が再建されたと伝える。

## 境内
現在の伽藍は、創建時の金堂跡に重複する。堂宇は本堂・礼拝堂・観音堂・庫裏等を備えている。門前の八角燈籠は、東大寺大仏殿前の燈籠をモデルとして近年に制作された。

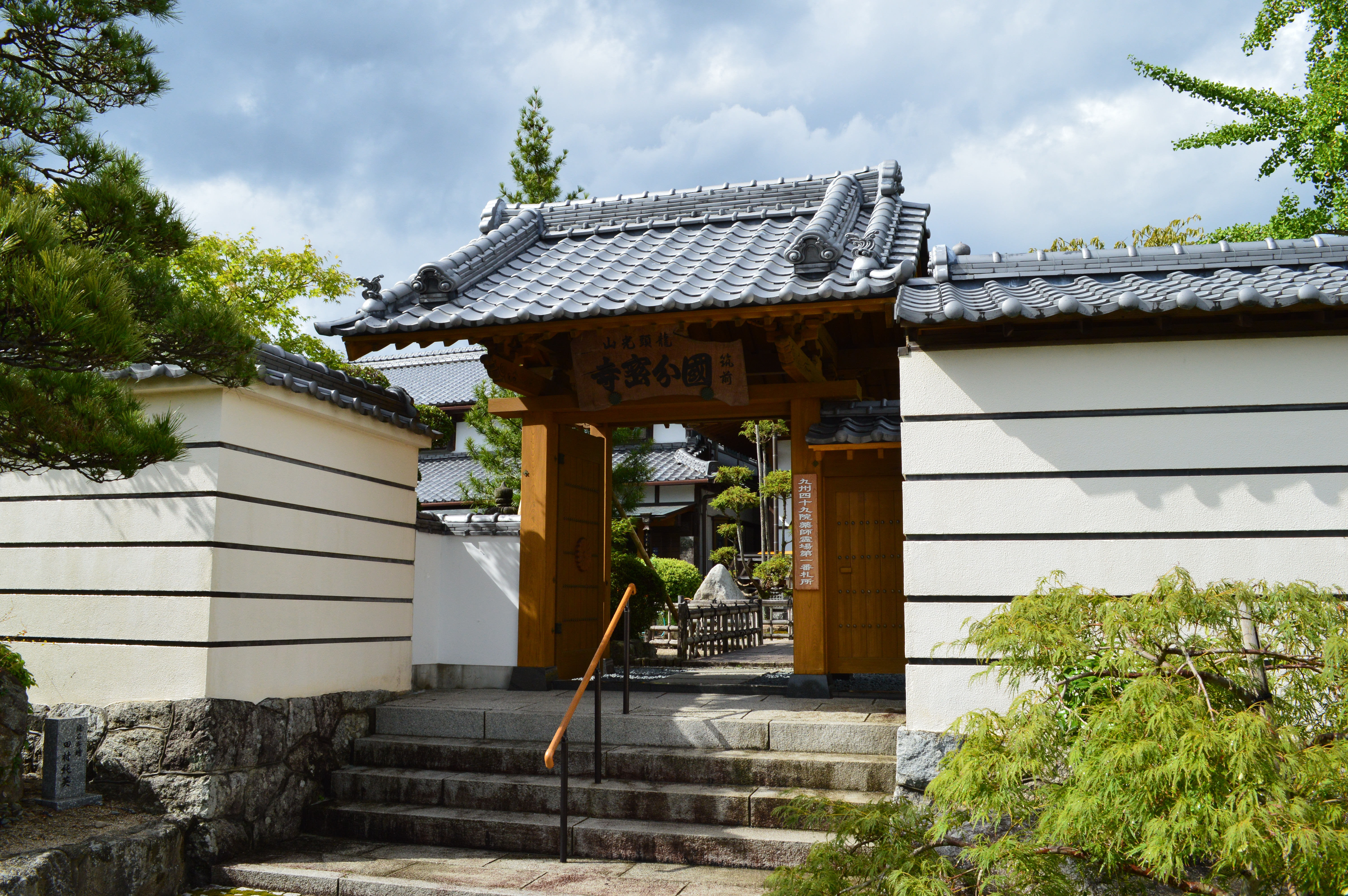
山門
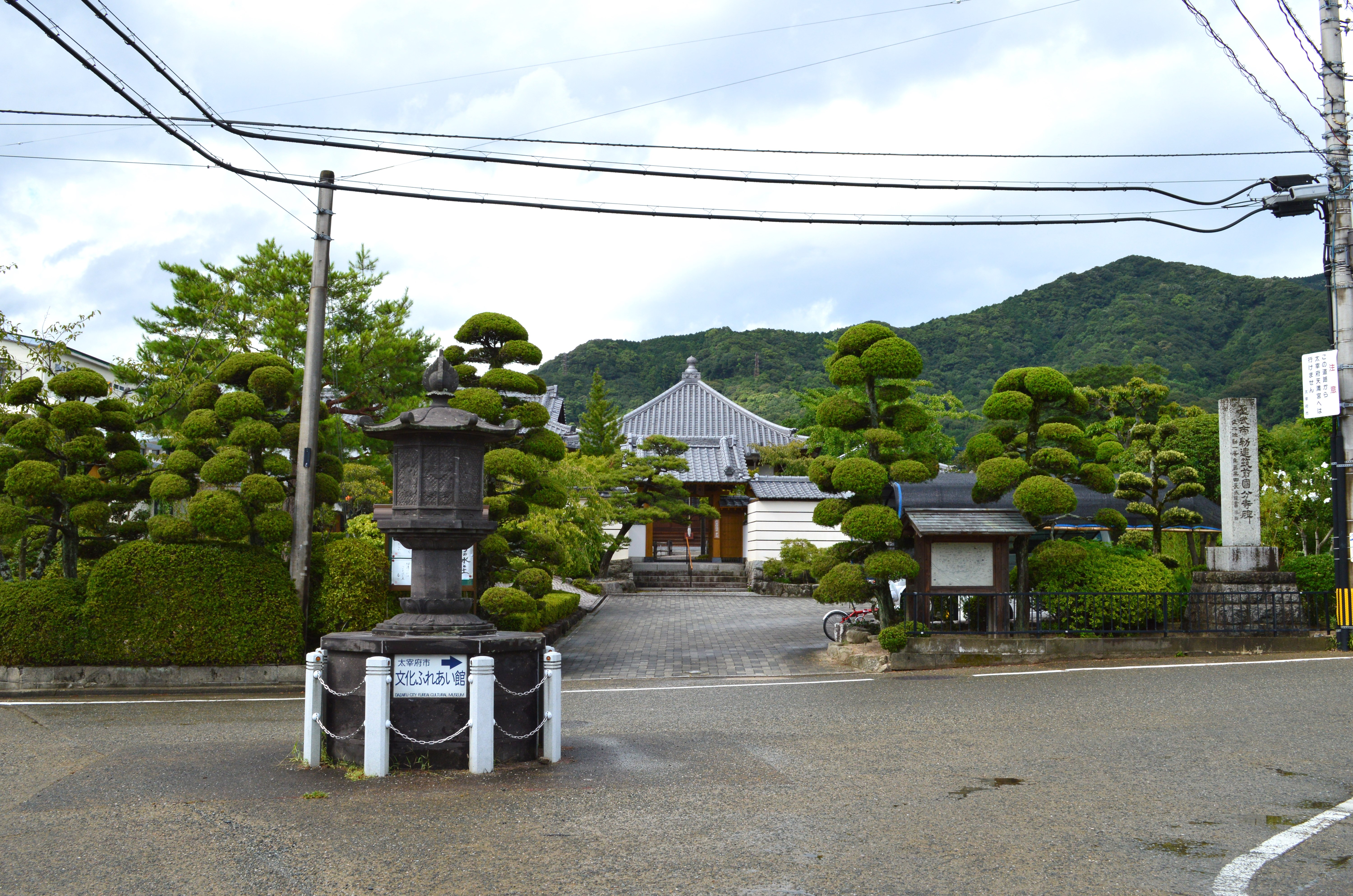
境内入り口 門前に八角燈籠。

## 筑前国分寺跡
僧寺跡の寺域は約192メートル四方。伽藍は、中門・金堂・講堂が直線上に配置され、中門左右から出た回廊が金堂に取りつくものである。そして、その回廊内部に塔が配置される。塔を回廊の外に出す東大寺や東国国分寺と異なるこの形式は、九州や奈良時代以前の寺に多いとされる。塔は七重で、その10分の1の復元模型が太宰府市文化ふれあい館の屋外に展示されている。
発掘調査の結果、9世紀に塔・講堂が瓦積基壇から乱石積基壇に改修され、10世紀に塔が、11世紀に講堂が廃絶したと見られている。その後は金堂のみが草堂的に存続したとされる。現在は金堂跡の上に現・国分寺が立ち、周りの講堂・塔・回廊の位置が復元されている。

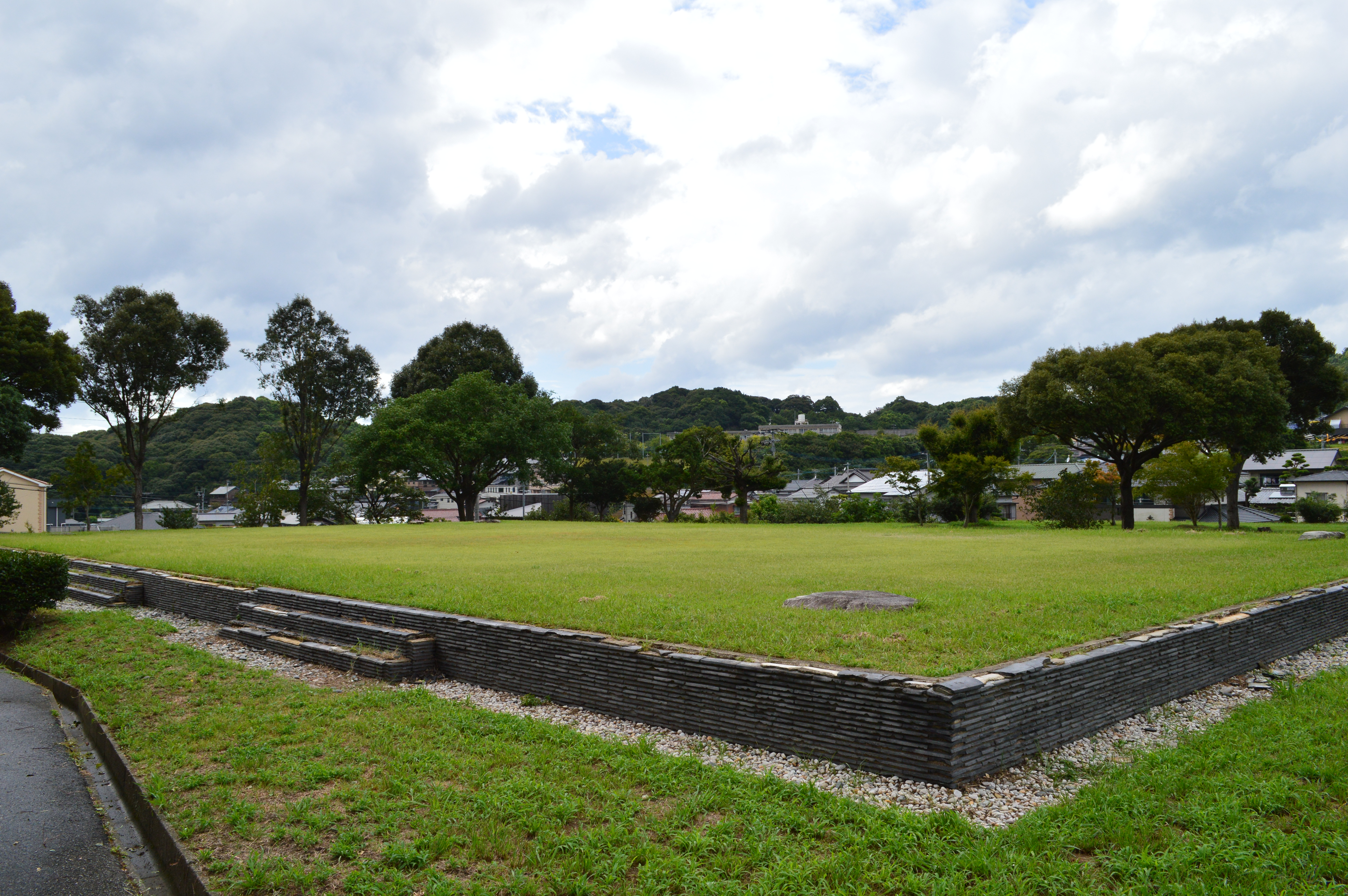
講堂跡
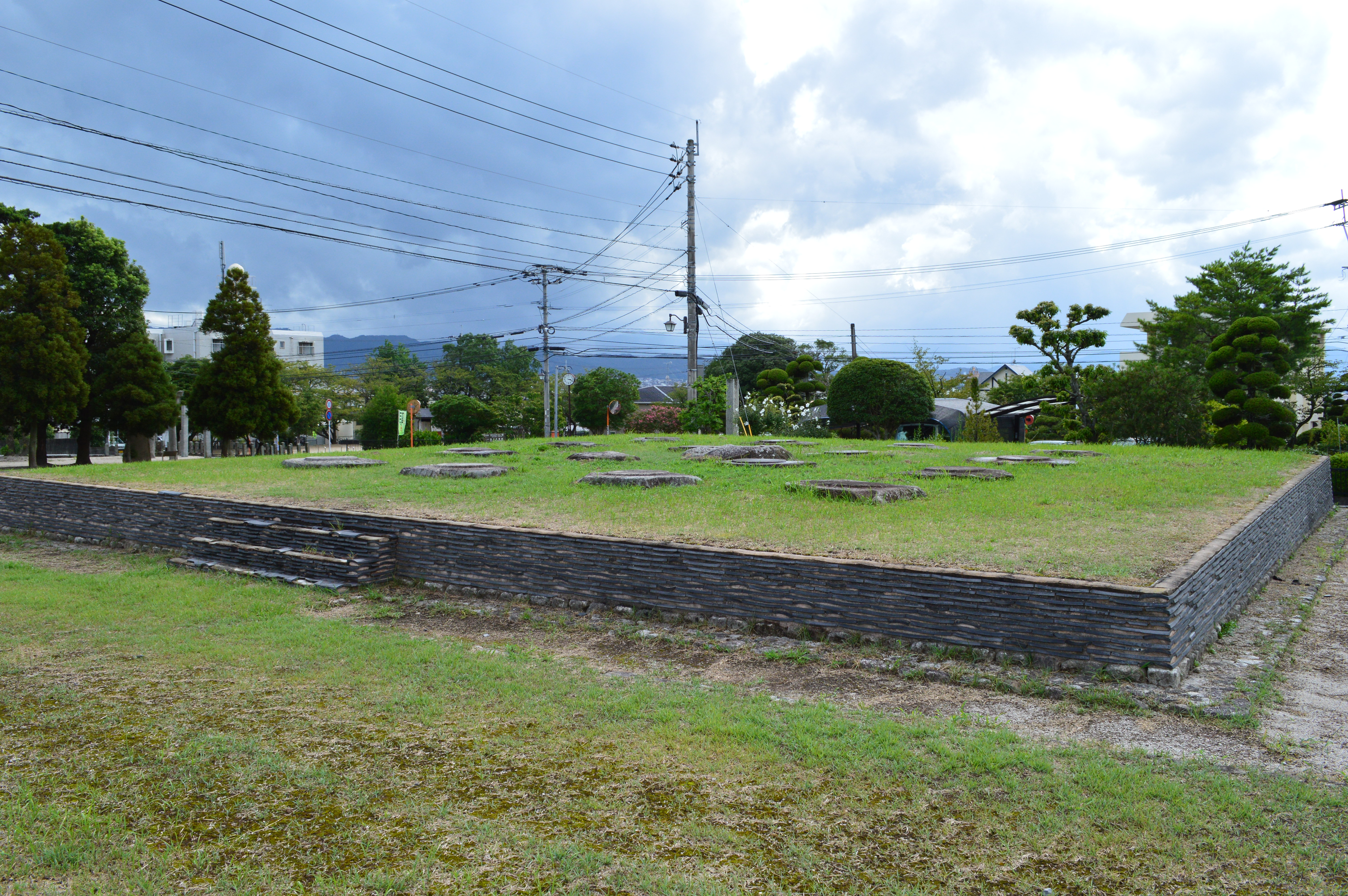
塔跡
塔復元模型 （太宰府市文化ふれあい館屋外に展示）

## 筑前国分尼寺跡
尼寺跡は、僧寺の西方約100メートルの場所に推定される。遺構としては掘立柱建物（南門と推定）や東外郭線と見られる溝等が見つかっている。また、中枢施設のものと見られる礎石1個が南方の国分共同利用施設に、もう1個が太宰府市役所前の庭に移設されて残っている。
発掘結果から、尼寺は8世紀後半頃から9世紀後半の間であったと推定される。平成27年（2015年）には、国分尼寺であったことの初めての物証となる「花寺」銘の墨書土器が見つかっている。現在は、遺構の史跡整備はされていない。

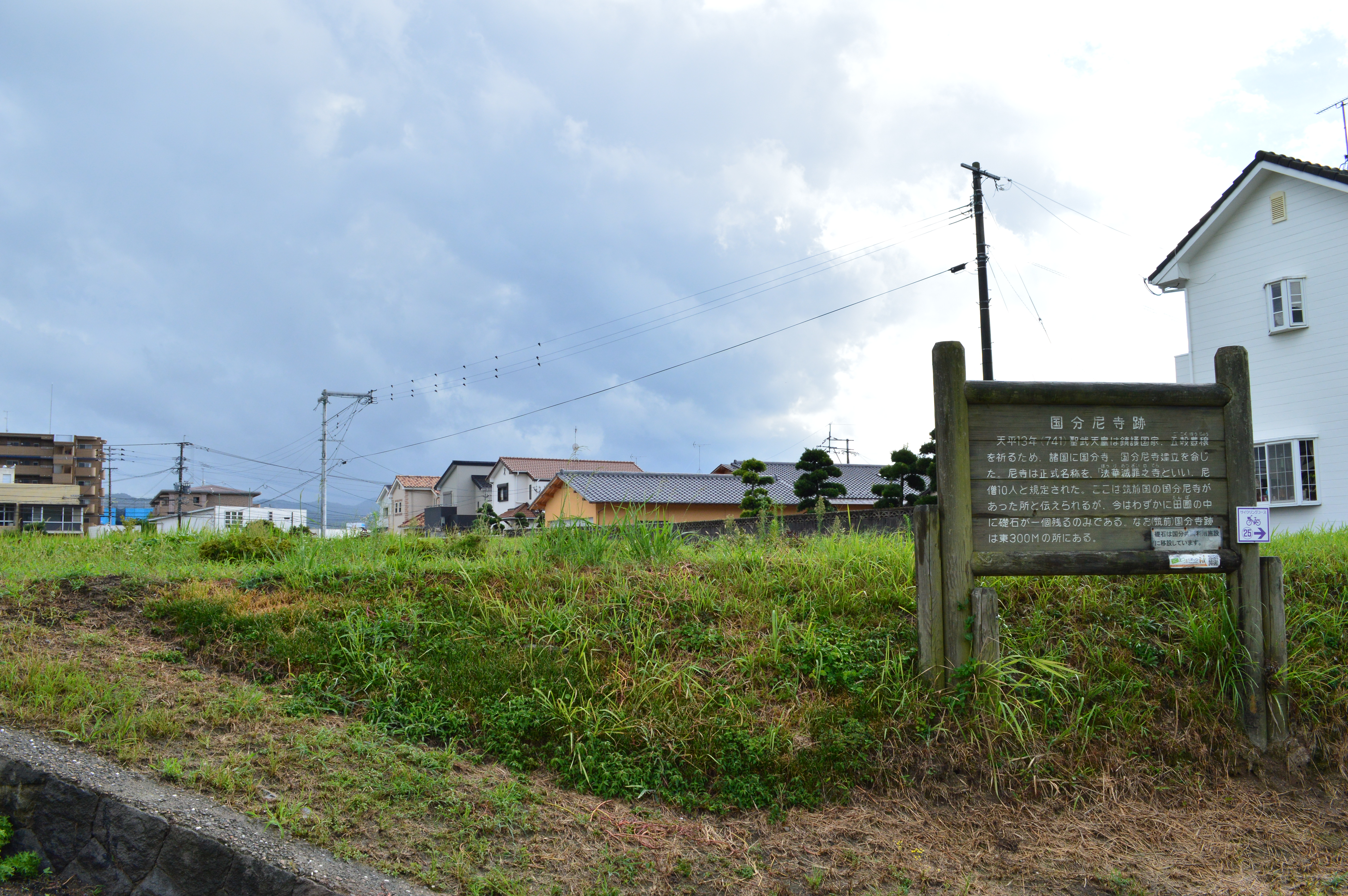
筑前国分尼寺跡
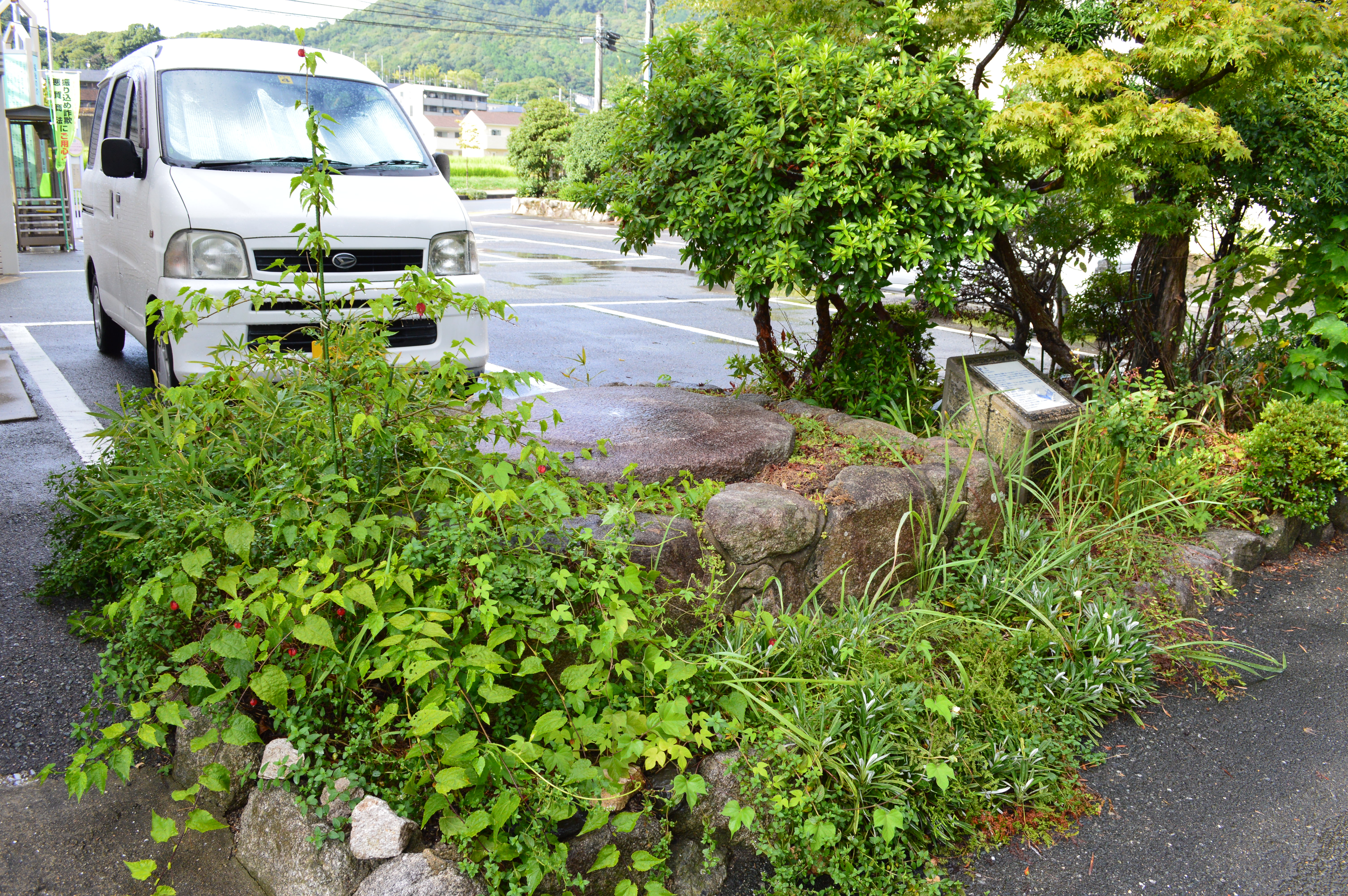
国分共同利用施設前の礎石

## 国分瓦窯跡

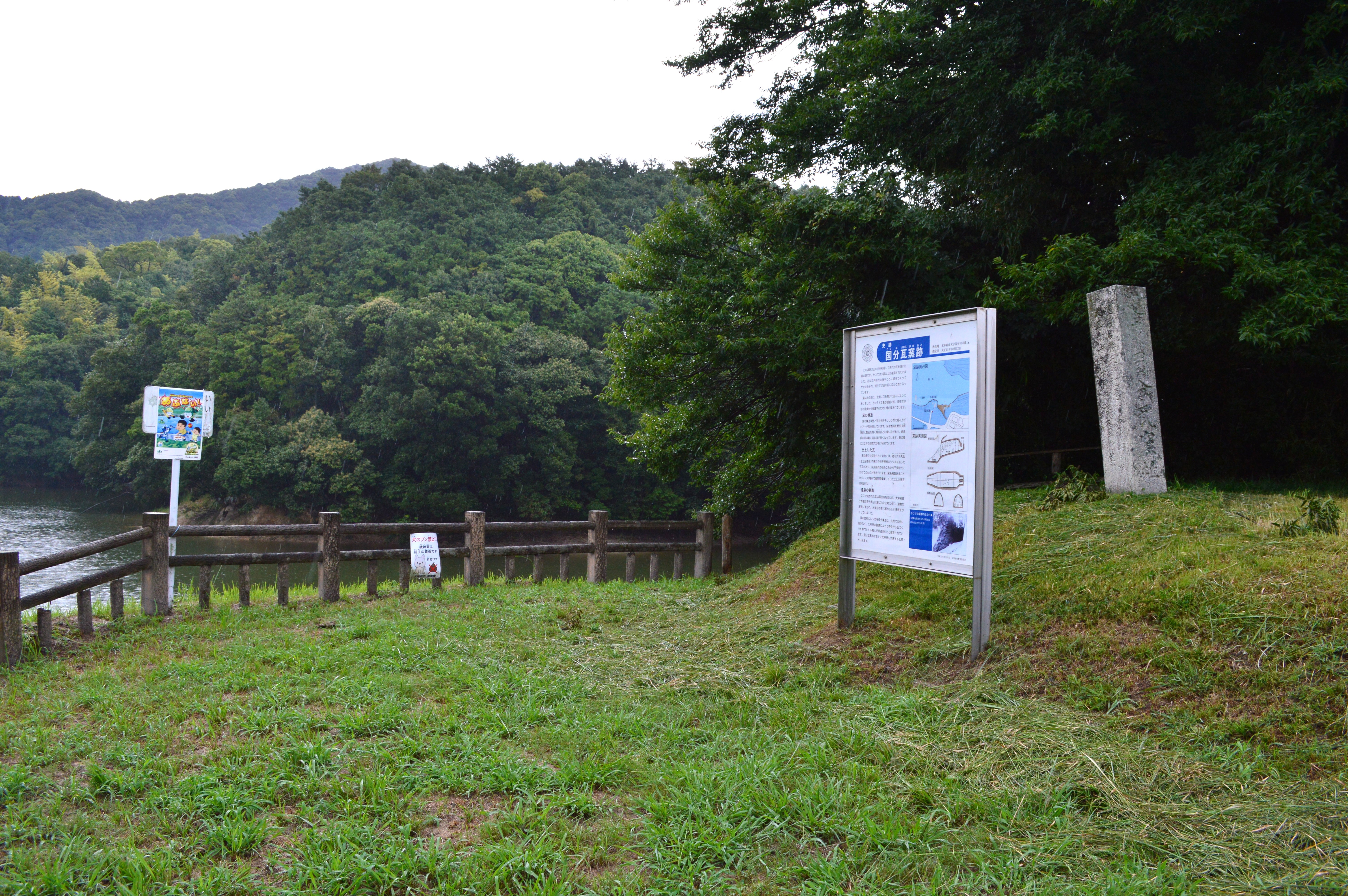
国分瓦窯跡（国の史跡）

国分瓦窯跡（こくぶかわらがまあと）は、僧寺の東方に位置する瓦窯の遺構。山の谷を利用して窯が築かれていたが、江戸時代に谷はせき止められて池になっている。かつては9基以上が確認され、うち2基が調査されたうえで埋め戻されている。
出土遺物から、奈良時代初めから平安時代の長期に渡って使用されたと推定されている。この窯で焼かれた瓦は、国分寺のほか、大宰府政庁・観世音寺にも運ばれたとされる。

## 文化財
（国分寺で所蔵する文化財とともに、国分寺跡に関する文化財・史跡も記載）

### 重要文化財（国指定）
- 木造如来坐像（伝薬師如来坐像）（彫刻） - 室町時代。明治37年2月18日指定。

### 国の史跡
- 筑前国分寺跡 - 1922年（大正11年）10月12日指定、2007年（平成19年）7月26日・2011年（平成23年）2月7日・2016年（平成28年）3月1日・2018年（平成30年）2月13日に史跡範囲の追加指定[6][7][8]。
- 国分瓦窯跡 - 1922年（大正11年）10月12日指定[9]。

## 現地情報

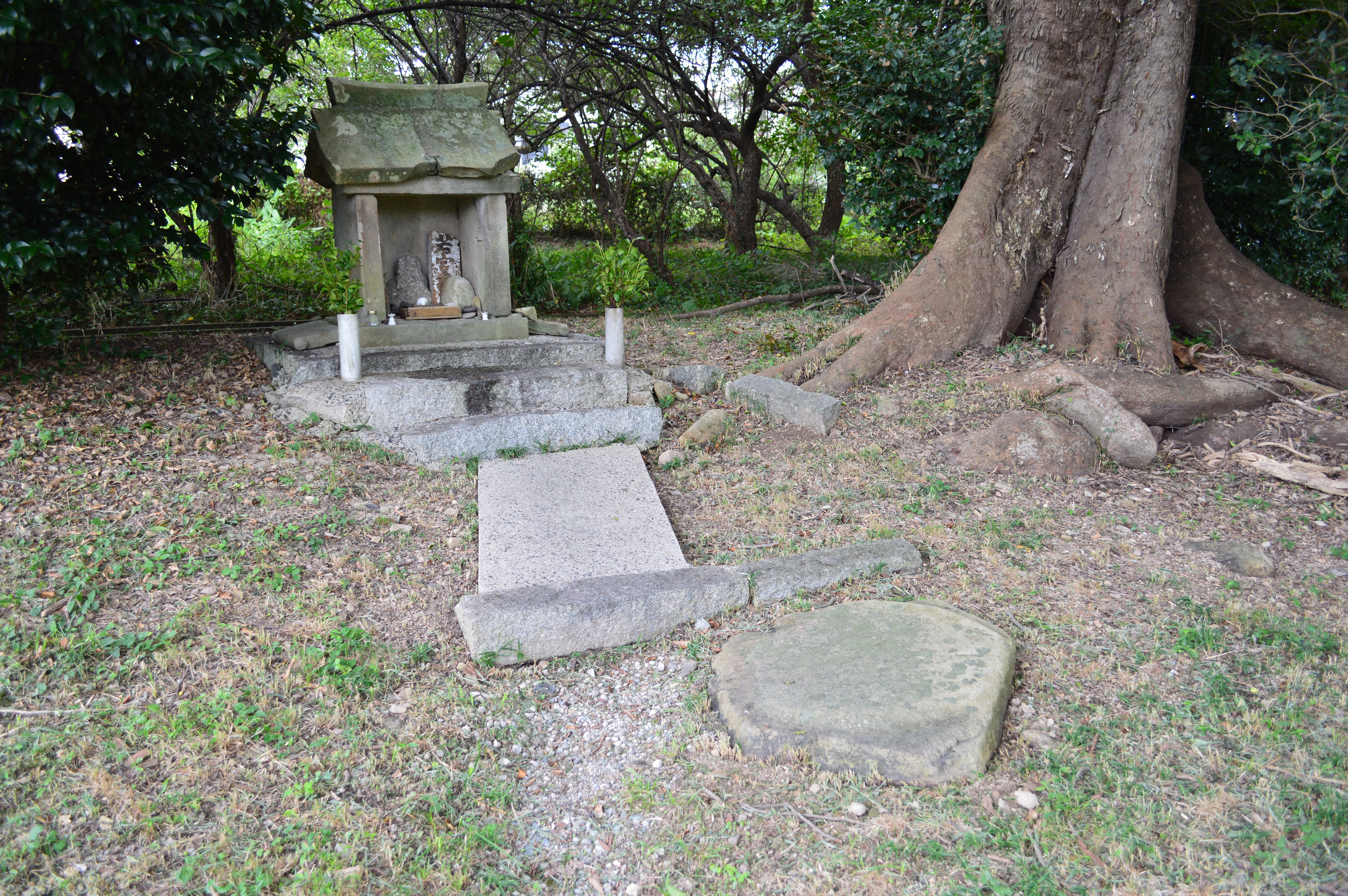
若宮神社石祠前には礎石。

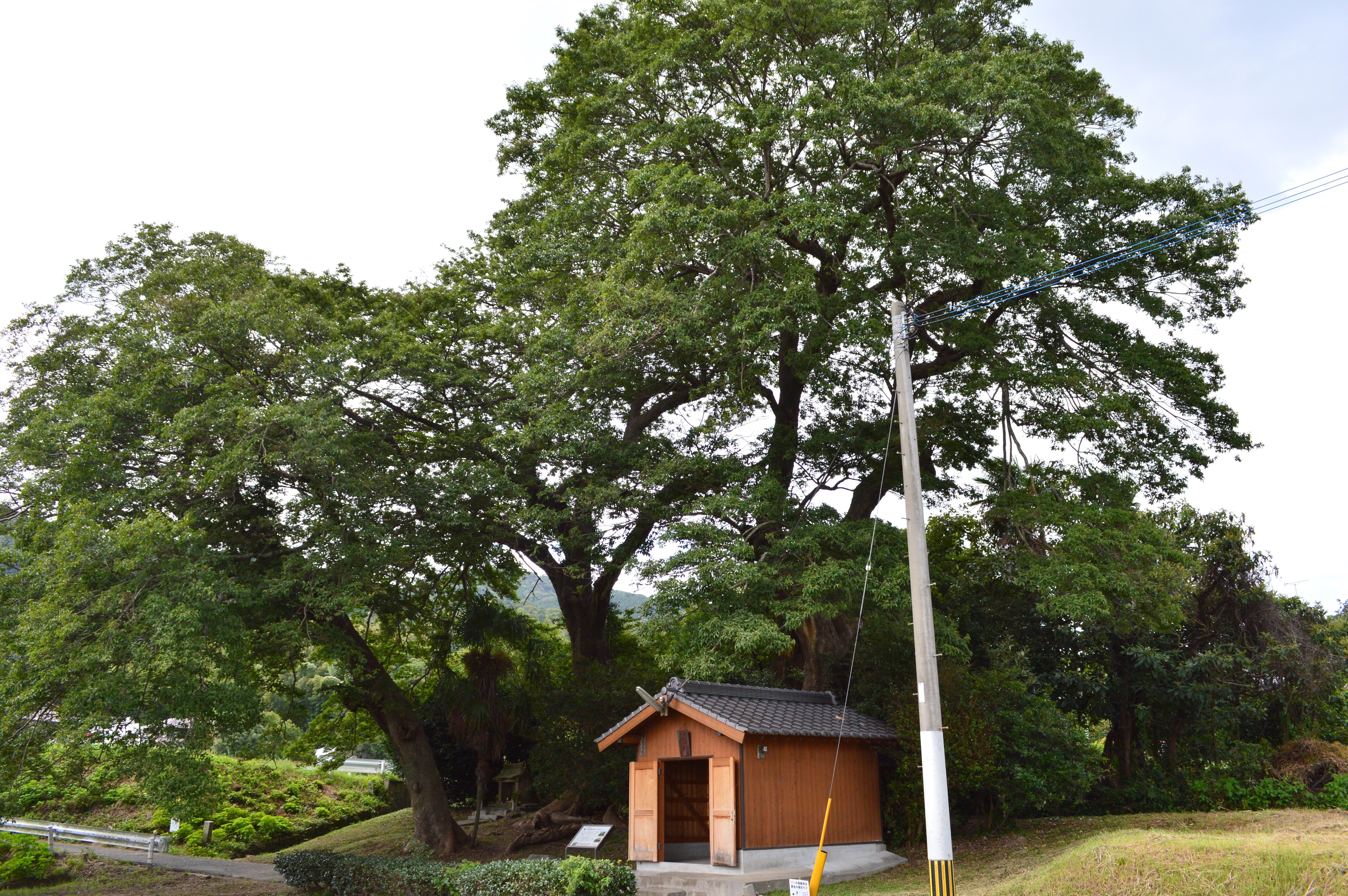
若宮神社の杜
（太宰府市指定天然記念物）

所在地
- 国分寺（旧・現）：福岡県太宰府市国分4-13-1
- 国分尼寺（旧）：福岡県太宰府市国分（北緯33度31分14.18秒 東経130度30分12.80秒 / 北緯33.5206056度 東経130.5035556度）
- 国分瓦窯跡（北緯33度31分17.22秒 東経130度30分33.77秒 / 北緯33.5214500度 東経130.5093806度）

周辺
- 若宮神社
国分寺跡の東北に鎮座。石祠（若宮神社）前の礎石は国分寺跡のものといわれる。祠を覆う3本のムクノキの巨樹は「若宮神社の杜」として太宰府市指定天然記念物に指定。
- 国分天満宮（天満神社）
- 大宰府政庁跡
- 観世音寺
- 水城跡

## 交通アクセス
- 西鉄天神大牟田線 都府楼前駅より徒歩17分（1.4km）
- 都府楼前駅よりまほろば号水城回り・国分回りに乗車し、国分寺へは「筑前国分寺」国分尼寺へは「国分共同利用施設」国分瓦窯跡へは「文化ふれあい館」下車
- 九州自動車道太宰府インターチェンジから2.3㎞

## 関連文献
（記事執筆に使用していない関連文献）
- 福岡県教育委員会
  - 『筑前国分寺 -昭和51年度発掘調査概報-』福岡県教育委員会、1977年。 - リンクは奈良文化財研究所「全国遺跡報告総覧」。
  - 『筑前国分寺 -昭和52年度発掘調査概報-』福岡県教育委員会、1978年。 - リンクは奈良文化財研究所「全国遺跡報告総覧」。
  - 『史跡筑前国分寺跡および国分瓦窯跡 -環境整備事業実施報告書-』福岡県教育委員会、1980年。 - リンクは奈良文化財研究所「全国遺跡報告総覧」。
  - 『史跡筑前国分寺跡 -発掘調査及び環境整備事業実施報告書II-（福岡県文化財調査報告書 第118集）』福岡県教育委員会、1994年。 - リンクは奈良文化財研究所「全国遺跡報告総覧」。
- 太宰府市教育委員会
  - 『筑前国分寺跡I -外郭線及びその周辺の調査 国分瓦窯跡の調査-（太宰府市の文化財32）』太宰府市教育委員会、1997年。
  - 『筑前国分寺跡II -国分寺外郭施設の調査-（太宰府市の文化財40）』太宰府市教育委員会、1999年。
  - 『筑前国分寺跡III -西外郭施設・付帯施設の調査-（太宰府市の文化財106）』太宰府市教育委員会、2009年。